# Tullgrenella morenensis
Tullgrenella morenensis es una especie de araña saltarina del género Tullgrenella, familia Salticidae. Fue descrita científicamente por Tullgren en 1905.
Habita en Argentina.